# 아기 공룡 버디
아기공룡 버디(영어: Dinosaur Train, 공룡기차)는 크레이그 바틀렛이 만든 애니메이션 시리즈이다. 대한민국에서는 EBS에서 방영했다. 키즈원에서도 방영했으며, 2010년에 처음 방송되었다.

## 등장인물
- 버디: 정선혜
- 타이니: 김서영
- 샤이니: 홍소영
- 돈: 홍범기
- 프테라노돈 부인: 이소영
- 프테라노돈 씨: 엄상현
- 트로오돈 차장: 전태열

## 스테프
- 컴퓨터 그래픽(CG): 김남시
- 성우: 오병조, 정혜원, 신용우 외
- 녹음: 파피스(POPES)